# Жемайткиемис (метеорит)
Жемайткиемис (лит. Žemaitkiemis) — метеорит-хондрит из 22 фрагментов общим весом 44100 грамм. Первые фрагменты найдены Б. Савицкасом в районе села Жемайткиемис Укмергского района. Падение метеорита произошло 2 февраля 1933 года в 20:33. Фрагменты метеорита выпали на эллиптической почти круглой площади с большой полуосью 2,5 км и малой полуосью 2,25 км. Большинство фрагментов были разбросаны вокруг озера Клепшю. 
Вот что рассказал очевидец, Степонас Моркунас из дер.Клепшю: «2 февраля сего года в 20 часов 30 минут, когда жители ещё не спали, стало очень светло и послышался сильный шум, словно гром. Жители были перепуганы необычайным явлением, мгновенно послышался грохот падения и всё успокоилось; через пару минут снова послышался необыкновенный шум в темноте».